# Gryga
Gryga (forma żeńska: Gryga; liczba mnoga: Grygowie) – polskie nazwisko. Na początku lat 90. XX wieku w Polsce nosiło je 837 osób.

## Znani Grygowie
- Agnieszka Gryga - mistrzyni świata w taekwondo, urodzona w Jastrzębiu-Zdroju.